# Turčianske Teplice
Turčianske Teplice é uma cidade da Eslováquia, situada no distrito de Turčianske Teplice, na região de Žilina. Tem 33,48 km² de área e sua população em 2018 foi estimada em 6.330 habitantes.

## Demografia
| Ano:        | 1994 | 2004   | 2014   | 2024   |
| ----------- | ---- | ------ | ------ | ------ |
| Broj ljudi: | 7285 | 6929   | 6518   | 6069   |
| Razlika:    |      | -4,88% | -5,93% | -6,88% |

| Ano:               | 2023 | 2024   |
| ------------------ | ---- | ------ |
| Número de pessoas: | 6178 | 6069   |
| Diferença:         |      | -1,76% |